# キャンディス・バーゲン
キャンディス・バーゲン（Candice Bergen、本名：キャンディス・パトリシア・バーゲン（Candice Patricia Bergen）、1946年5月9日 - ）は、アメリカ合衆国の女優、写真家。

## プロフィール
カリフォルニア州ロサンゼルス・ビバリーヒルズ出身。スウェーデン系。父は腹話術師のエドガー・バーゲン。母フランシス・バーゲン（Frances Bergen）も女優。
芸能界一家での生活を嫌い、14歳でスイスに留学する。のちペンシルベニア大学で美術史と絵画を専攻する。大学在学中にモデルをしているところ、シドニー・ルメット監督の目に止まり、1966年に『グループ』で映画デビューした。1979年の『結婚ゲーム』ではアカデミー助演女優賞にノミネートされた。
1988年から1998年までテレビシリーズ『TVキャスター マーフィー・ブラウン』に主演し、エミー賞とゴールデングローブ賞主演女優賞を受賞した。このドラマは全米では一大ムーブメントを巻き起こしたメガヒット・シットコムで、10シーズンにわたって製作された。映画女優としては低迷していたバーゲンにとって復活のチャンスとも言える番組でもあり、美人ながらどちらかというと硬い印象のあった彼女の、コメディエンヌとしての才能を全世界に知らしめた画期的作品でもある。
上述のスイス留学の経験により、英語圏であるハリウッドの（アメリカ生まれの）女優の中では数少ない、外国語（英語以外の言語）に堪能な一人で、第40回アカデミー賞外国語映画賞にノミネートされたフランス映画『パリのめぐり逢い』（共演：イヴ・モンタン、アニー・ジラルド、音楽：フランシス・レイ）やアカデミー賞授賞式などで流暢なフランス語を披露している。
写真家として「ヴォーグ」、「コスモポリタン」などのファッション誌や「ライフ」誌などに発表した作品は高い評価を得ている。
また、日本では、一眼レフカメラ・ミノルタXDのイメージキャラクターを務め、TVCMなどにも出演した。

### プライベート
私生活では1981年にフランス人のルイ・マル監督と結婚したが、1995年に死別。2000年に不動産関連の仕事をしている男性と再婚している。
2006年に脳梗塞で倒れるが、回復した。

## 主な出演作品

### 映画
| 公開年 | 邦題 原題                                         | 役名                                 | 備考       |
| ------ | ------------------------------------------------- | ------------------------------------ | ---------- |
| 1966   | グループ The Group                                | レイキー（エリナー・イーストレーク） |            |
| 1966   | 砲艦サンパブロ The Sand Pebbles                   | シャーリー                           |            |
| 1967   | パリのめぐり逢い Vivre pour vivre                 | キャンディス                         |            |
| 1967   | 魚が出てきた日 The Day the Fish Came Out          | エレクトラ・ブラウン                 |            |
| 1968   | 怪奇と幻想の島 The Magus                          | リリー                               |            |
| 1969   | 冒険者 The Adventurers                            | スー・アン・デイリー                 |            |
| 1970   | …YOU… Getting Straight                            | ジャン                               |            |
| 1970   | ソルジャー・ブルー Soldier Blue                   | クレスタ・リー                       |            |
| 1971   | 愛の狩人 Carnal Knowledge                         | スーザン                             |            |
| 1971   | さらば荒野 The Hunting Party                      | メリッサ                             |            |
| 1971   | 愛はひとり T.R. Baskin                            | T. R. バスキン                       |            |
| 1974   | 新・おしゃれ泥棒 11 Harrowhouse                   | Maren Shirell                        |            |
| 1975   | 風とライオン The Wind and the Lion                | イーデン                             |            |
| 1975   | 弾丸を噛め Bite the Bullet                        | ケイト・ジョーンズ                   |            |
| 1976   | ドミノ・ターゲット The Domino Principle           | エリー・タッカー                     |            |
| 1978   | 続ある愛の詩 Oliver's Story                       | マーシー・ボンウィット               |            |
| 1979   | 結婚ゲーム Starting Over                          | ジェシカ・ポッター                   |            |
| 1981   | ベストフレンズ Rich and Famous                    | メリー・ノエル・ブレイク             |            |
| 1982   | ガンジー Gandhi                                   | マーガレット・バーク＝ホワイト       |            |
| 1984   | 2010年 2010                                       | SAL9000                              | 声の出演   |
| 1985   | SFキング・オブ・アーサー/魔剣伝説 Arthur the King | モーガン・ル・フェイ                 | テレビ映画 |
| 1985   | バート・レイノルズのスティック Stick              | カイル                               |            |
| 1987   | メイフラワー・マダム Mayflower Madam              | シドニー                             | テレビ映画 |
| 1996   | メアリーとティム Mary&Tim                         | メアリー                             | テレビ映画 |
| 2002   | メラニーは行く! Sweet Home Alabama                | ケイト                               |            |
| 2000   | デンジャラス・ビューティー Miss Congeniality      | キャシー・モーニングサイド           |            |
| 2003   | ハッピー・フライト View from the Top              | サリー・ウェストン                   |            |
| 2003   | セイブ・ザ・ワールド The In-Laws                  | ジュディ・トビアス                   |            |
| 2003   | 殺しのターゲット Footsteps                        | デイジー                             | テレビ映画 |
| 2008   | セックス・アンド・ザ・シティ Sex and the City     | イニード・フリック                   |            |
| 2008   | THE WOMEN 明日の私に着替えたら The Women          | キャサリン                           |            |
| 2009   | ブライダル・ウォーズ Bride Wars                   | マリオン                             |            |
| 2010   | 選ばれる女にナル3つの方法 The Romantics           | オーガスタ・ヘイズ                   |            |
| 2016   | ハリウッド・スキャンダル Rules Don't Apply        | ナディーン・ヘンリー                 |            |
| 2018   | また、あなたとブッククラブで Book Club            | シャロン                             |            |
| 2020   | レット・ゼム・オール・トーク Let Them All Talk    | ロバータ                             |            |

### テレビシリーズ
| 放映年    | 邦題 原題                                      | 役名                                 | 備考 |
| --------- | ---------------------------------------------- | ------------------------------------ | --- |
| 1988-1998 | TVキャスター マーフィー・ブラウン Murphy Brown | マーフィー・ブラウン                 | 製作総指揮、主演で247エピソード 1989年、1992年ゴールデングローブ賞 受賞 1989年、1990年、1992年、1994年、1995年プライムタイム・エミー賞 受賞 |
| 1992      | となりのサインフェルド Seinfeld                | マーフィー・ブラウン                 | エピソードThe Keys |
| 2002-2004 | セックス・アンド・ザ・シティ Sex and the City  | イニード・ミード／イニード・フリック | 3エピソード |
| 2004      | ロー&オーダー Law & Order                      | アマンダ・アンダリー判事             | エピソードThe Brotherhood |
| 2005-2008 | ボストン・リーガル Boston Legal                | シャーリー・シュミット               | 91エピソード |
| 2011      | Dr.HOUSE House M.D.                            | アーリーン・カディ                   | 3エピソード |

## 日本のテレビ番組出演
- すばらしき仲間（中部日本放送制作・TBS系列）

## 参照
1. ↑  “キャンディス・バーゲン、脳梗塞で倒れる”. シネマトゥデイ. (2006年10月3日) 2012年12月28日閲覧。